# Хэмилтон, Джимми
Джеймс (Джи́мми) Хэ́милтон (англ. James "Jimmy" Hamilton) — шотландский кёрлингист.
В составе мужской сборной Шотландии участник и серебряный призёр чемпионата мира 1963. Чемпион Шотландии среди мужчин.
Играл на позиции первого.

## Достижения
- Чемпионат мира по кёрлингу среди мужчин: серебро (1963).
- Чемпионат Шотландии по кёрлингу среди мужчин: золото (1963).

## Команды
| Сезон   | Четвёртый | Третий       | Второй    | Первый          | Турниры            |
| ------- | --------- | ------------ | --------- | --------------- | ------------------ |
| 1962—63 | Чак Хэй   | Джон Брайден | Алан Глен | Джимми Хэмилтон | ЧШМ 1963 · ЧМ 1963 |

(скипы выделены полужирным шрифтом)